# Робърт Стоктън
Робърт Фийлд Стоктън (на английски: Robert Field Stockton) е американски флотски комадор.
Той е сред видните участници в Мексиканско-американската война, превзел Калифорния. Военен губернатор на щата Калифорния (1846 – 1847).
Стоктън е потомък на знатен род от Ню Джърси. Сенатор от същия щат.